# Hünsche Burg
Die Hünsche Burg ist eine frühmittelalterliche Wallburg 500 m nordöstlich des Ortsteils Niedeck der Gemeinde Gleichen im niedersächsischen Landkreis Göttingen.

## Einordnung
Die zeitliche Einordnung der Burg wird aufgrund des Fehlens von auf sie bezogenen Schriftquellen und datierbarer archäologischer Funde stark erschwert. Mit ihrer Gestalt vergleichbare Anlagen sind aus dem 9./10. Jahrhundert bekannt. Wegen der Abwesenheit von Baustrukturen und Funden in den 1992/93 durch Sondagen erforschten Bereichen der Innenfläche handelt es sich bei der Anlage sehr wahrscheinlich um eine Fluchtburg.

## Beschreibung
Die Hünsche Burg liegt auf einem Sporn mit steilen Hängen im Westen und Süden. Die annähernd rechteckige Burganlage besitzt eine Ausdehnung von max. 67 × 60 m. Die Burg war durch eine Ringmauer geschützt, die im Norden als eine ca. 1,60 m starke Trockenmauer in Zweischalenbauweise mit Wallhinterschüttung ausgeführt ist. Davor verläuft ein 5 bis 15 m breiter Graben. Im Süden und Westen schwankt die Breite der Ringmauer zwischen 0,9 m und 1,50 m. Die etwas schmalere Ostmauer war möglicherweise ohne Hinterschüttung errichtet und war vermörtelt. Die unterschiedlichen Bauweisen von Nord- und Ostmauer können auf eine Mehrphasigkeit hindeuten. Die Ecke zwischen Nord- und Ostmauer ist neuzeitlich gestört. Im Südosteck wurde am Treffpunkt zwischen Mauer und Steilhang ein Zangentor von 3 bis 4 m Länge und 3,50 m lichter Weite freigelegt. Der Weg dorthin führt am Südhang über eine künstlich angelegte, schmale Terrasse mit einer Spitzkehre. Brandreste im Bereich des Zangentores können auf eine gewaltsame Zerstörung der Anlage hindeuten. Im Westen ist im dortigen Hanggefälle eine Terrasse angelegt.